# Kayanak
KAYANAK ist ein Brettspiel für Kinder ab 6 Jahren. Es ist das zweite Spiel des Spieleautors Peter-Paul Joopen. Das Spiel erschien bei den Internationalen Spieltagen 1998 in Essen und wurde ein halbes Jahr später mit dem Sonderpreis Kinderspiel beim Spiel des Jahres und dem Deutschen Kinderspiele Preis beim Deutschen Spiele Preis ausgezeichnet.

## Spielidee
Die Eskimos leben von Fischfang. Das Angeln im Eis ist nicht einfach, denn es müssen zuerst Löcher in die dicke Eisschicht gehackt werden.

## Ausstattung
- 1 Spielplan (Packeis) inklusive DIN-A4-Papierbögen für die Eisschicht
- 4 Spielfiguren
- 1 Magnetangel
- 15 große Fische
- 75 kleine Fische
- 4 Holzbottiche
- 1 weißer Aktionswürfel
- 1 blauer Temperaturwürfel
- 8 weiße Eiskristalle
- 5 blaue Tropfen

## Spielziel
Ziel ist, die meisten Fische zu fangen.

## Spielablauf
Abhängig von dem Würfelergebnis wird die Spielfigur gezogen, die Eisfläche aufgehackt oder in bereits vorhandenen Löchern mit einer kleinen Angel Fische gefangen. Doch die Eskimos müssen auch auf das Wetter achten, denn ehe man sich versieht, ist das gerade gehackte Eisloch wieder zugefroren. Bei Tauwetter hingegen kann man nicht mehr alle Eisschollen betreten.

## Auszeichnungen
- Spiel des Jahres Sonderpreis Kinderspiel 1999[1]
- Deutscher Kinderspiele Preis 1999[2]